# Korotaicha
La Korotaicha (in russo Коротаиха?) è un fiume della Russia europea (Circondario Autonomo dei Nenec), tributario del mare di Barents.
Il fiume è formato dalla confluenza dei fiumi Sjadej-Ju e Tar-Ju, che scendono dalla sezione nordorientale delle alture di Černyšëv, e si dirige dapprima verso sudovest per alcune decine di chilometri, successivamente volgendosi a nordovest, attraversando la sezione nordorientale della Bol'šezemel'skaja Tundra, in una regione pianeggiante e spesso paludosa, pressoché completamente spopolata. Sfocia nella baia della Chajpudyra, nel mare di Barents, all'imboccatura della penisola di Jugor. La lunghezza del fiume è di 199 km; il bacino è di 12700 km².
Passa vicino al villaggio di Karatajka; è gelato per la maggior parte dell'anno, similmente agli altri fiumi della zona (ottobre - maggio/giugno).